# Буковиця (Решетарі)
Буковиця (хорв. Bukovica) — населений пункт у Хорватії, у Бродсько-Посавській жупанії у складі громади Решетарі.

## Населення
Населення за даними перепису 2011 року становило 152 осіб.
Динаміка чисельності населення поселення:

## Клімат
Середня річна температура становить 11,21 °C, середня максимальна – 25,52 °C, а середня мінімальна – -5,14 °C. Середня річна кількість опадів – 896 мм.
| Клімат поселення                              | Клімат поселення | Клімат поселення | Клімат поселення | Клімат поселення | Клімат поселення | Клімат поселення | Клімат поселення | Клімат поселення | Клімат поселення | Клімат поселення | Клімат поселення | Клімат поселення | Клімат поселення |
| Показник                                      | Січ.             | Лют.             | Бер.             | Квіт.            | Трав.            | Черв.            | Лип.             | Серп.            | Вер.             | Жовт.            | Лист.            | Груд.            |                  |
| Середній максимум, °C                         | 6,99             | 8,42             | 12,68            | 17,28            | 22,39            | 25,52            | 24,82            | 24,04            | 20,06            | 14,97            | 9,56             | 5,29             |                  |
| Середня температура, °C                       | 0,94             | 2,35             | 6,61             | 11,20            | 16,34            | 19,46            | 21,30            | 20,53            | 16,55            | 11,45            | 6,05             | 1,78             |                  |
| Середній мінімум, °C                          | −5,14            | −3,7             | 0,56             | 5,15             | 10,27            | 13,39            | 17,78            | 17,01            | 13,02            | 7,94             | 2,54             | −1,74            |                  |
| Норма опадів, мм                              | 56               | 52               | 60               | 75               | 83               | 102              | 83               | 82               | 70               | 78               | 85               | 70               |                  |
| Середньомісячна швидкість вітру, м/с          | 1.74             | 2.00             | 2.32             | 2.24             | 2.04             | 1.88             | 1.82             | 1.68             | 1.68             | 1.71             | 1.75             | 1.81             |                  |
| Середньомісячна сонячна радіація, кДж/м²·день | 4345             | 7170             | 10964            | 15277            | 19391            | 21490            | 22468            | 20156            | 14944            | 9281             | 4940             | 3622             |                  |
| --------------------------------------------- | ---------------- | ---------------- | ---------------- | ---------------- | ---------------- | ---------------- | ---------------- | ---------------- | ---------------- | ---------------- | ---------------- | ---------------- | ---------------- |
| Джерело:                                      |                  |                  |                  |                  |                  |                  |                  |                  |                  |                  |                  |                  |                  |